# L'Hôpital (roman)
Pour les articles homonymes, voir L'Hôpital.
 (mars 2017).
- Si vous ne connaissez pas le sujet, laissez ce bandeau (vous pouvez alors contacter les auteurs).
- Si vous supprimez le contenu mis en cause (vous pouvez préalablement contacter les auteurs),

argumentez précisément cette suppression dans la page de discussion
(un manque de référence n'est pas un argument ; une recherche réelle de référence doit avoir été effectuée, être formellement documentée).
L'Hôpital. Une hostobiographie est un roman autobiographique d'Alphonse Boudard publié en 1972 aux Éditions de la Table ronde. Il a connu un certain succès d'édition dès sa sortie, avec 25000 exemplaires vendus en quelques semaines, selon Georges Walter

## Résumé
En 1952, Alphonse Boudard vient de passer plusieurs années en prison, où il a probablement contracté la tuberculose : « ces microbes si virulents, c'est probable au chtar l'hiver dernier que je les ai récoltés ». À sa sortie de prison, il tarde à consulter un médecin : « J'aurais dû m'inquiéter plus tôt. Du côté droit les dégâts étaient importants. » C'est le début d'une longue période d'hospitalisation : « Huit piges aux hostos et sanas, faut se les farcir. »  Dans L'Hôpital, l'auteur se concentre sur les deux premières années de son parcours hospitalier, qui le conduit dans différents établissements de l'Assistance publique, à Bicêtre, Cochin, Brévannes, Necker, puis pendant treize mois au sanatorium de « Bouzon-aux-Loges, c'est dans le Loiret, mais ne cherchez pas sur la carte, je vous transpose un peu, je chanstique à cause de ceux qui ont survécu, que j'aille pas les gêner, qu'ils se reconnaissent et qu'ils m'écrivent. » Après un séjour prématuré en post-cure, Boudard regagne Paris... où il doit être à nouveau admis d'urgence à Cochin. Le roman se termine ainsi abruptement, alors que l'auteur est au plus mal, et qu'il lui faudra encore plusieurs années d'hospitalisation.

## Analyse
Dans un entretien avec son ami journalise Jean-Luc Delblat, Alphonse Boudard a déclaré : « je ne pense avoir écrit que deux livres intéressants, La Cerise et L'Hôpital. Deux livres où je suis seul : la prison et l'hôpital ». Si cette autocritique paraît exagérément réductrice, elle révèle tout le prix que l'auteur accordait à ces deux ouvrages relatant les années les plus sombres de son existence, mais également, celles où il a pu préparer cette « métamorphose » qui allait faire de lui un écrivain remarquable. Les prémices de son éveil culturel apparaissent dès l'après-guerre, comme il le raconte dans Le Café du pauvre, mais c'est en prison et à l'hôpital qu'il va découvrir la littérature : « Je vais dévorer toutes sortes de livres comme en taule… Je suis devenu comme ça boulimique lecteur »,. Il commence également à écrire: « ... ça va me prendre aussi d'écrire, de m'amuser avec les mots, de les croiser, les tortiller. Le virus. On se réfugie sur le papier quand ça va mal, que tout foire […] sur des petits cahiers de cent pages, je m'exerçais, je racontais ma guerre ».
Pour Louis Nucéra, Il s'agit d'une « ballade poétique dans l'atroce et dans la mort », mais dans laquelle on rit tout le temps. Cet itinéraire hospitalier aurait pu donner lieu à un récit dramatique, mais Alphonse Boudard, fidèle à son style habituel, prend le parti de la dérision : « je m'efforce, je vous gouaille. On se défend contre l'adversité en la brocardant ». La plupart des pages est en effet consacrée aux frasques tragicomiques de toute une série de patients drolatiques. Le personnel soignant n'est pas épargné non plus, même si l'auteur laisse parfois entrevoir son admiration derrière la caricature. Ainsi l'humeur exécrable et le langage ordurier de « Cromagnon », le médecin chef du sanatorium de Bouzon, cachent un dévouement sans borne: « Tout ce qu'il peut faire pour les malades, Cromagnon, se dévouer quinze ou seize heures par jour ... ». L'émotion affleure aussi par moments, en particulier lorsque l'auteur évoque son empathie pour Bruno, jeune tuberculeux discret et cultivé qui se sait incurable: « Bruno c'était un héros pour rien, le soldat tout à fait inconnu sans Arc de Triomphe. Il me reste de lui un peu d'amitié que je me garde pour les mauvais jours… un rien, un souffle… un sourire dans ma mémoire ! ».  

Si le caractère souvent désopilant des situations décrites rend la lecture divertissante, l'aspect documentaire n'est pas éludé pour autant. Cet ouvrage est souvent cité dans des revues médicales retraçant l'histoire du traitement de la tuberculose, et le néologisme « hostobiographie » est parfois repris dans un contexte plus large,. Le début des années 1950 marque un tournant majeur dans la lutte contre la maladie. Le mode de contamination et les types d'infection sont mieux compris, et trois antibiotiques commencent à être utilisés massivement sans que les protocoles de traitement soient encore clairement établis, comme l'illustre le récit :  

« L'arsenal antibiotiques, il a pas tellement le choix alors… strepto, P.A.S., rimifon ! Seulement il en chanstique l'application, les quantités… il renforce celui-ci laisse celui-là en réserve. Par la suite, ça s'est avéré l'erreur, ce système… les travaux des grands spécialistes ont abouti à la règle du triple associé d'antibiotiques sans débander pendant dix-huit mois. J'ai donc fait les frais de l'expérience. A ce régime de varier tous les deux ou trois mois le traitement, d'arrêter la strepto, de reprendre le rimifon, d'oublier un peu le P.A.S… les doses isolées ou trop faibles, je me suis retrouvé quelques années plus tard avec des bacilles tout à fait résistants, un organisme qui ne supportait plus toutes ces rigolades de la chimiothérapie. »

— Alphonse Boudard, L'Hôpital
L'auteur évoque également les effets secondaires du rimifon sur le système nerveux : « ... j'avais du mal à me contenir avec les antibiotiques qui me travaillaient la carcasse… On a des coups de dinguerie par moments, des poussées irrésistibles ». 
Plus généralement, l'hôpital devient à la même période le « pivot de l'organisation sanitaire » grâce aux progrès techniques et médicaux, dont la mise en œuvre est financée par la Sécurité sociale. Cependant l'Assistance médicale gratuite est loin de disposer de moyens suffisants, et la situation des malades indigents telle qu'elle est décrite dans le roman reste précaire. Selon Richard Bousiges, la vie quotidienne du malade hospitalisé a peu évolué entre 1903 et 1952. De plus, l'alcoolisme fait des ravages dans cette population particulièrement fragile, mais jamais à court d'expédients pour « étancher toutes ces soifs inaltérables ».  
Au sanatorium de Bouzon, la plupart des malades adhère à la Fédération nationale de lutte antituberculeuse, et la vie associative est très politisée. « L'Amicale » est animée par des militants du Parti communiste, en conflit permanent avec certains opposants, en particulier l'aumônier (lui-même tuberculeux) et un anarchiste espagnol, rescapé du camp de Gurs. Les altercations sont fréquentes et culminent avec la mort de Joseph Staline en mars 1953.  

## Éditions
- L'Hôpital. Une hostobiographie, Éditions de la Table ronde, 1972,  (ISBN 2710313391)[3].
- L'Hôpital. Une hostobiographie, Folio (Gallimard), 1974,  (ISBN 2070365727)[16].
- L'Hôpital, Le Livre de Poche, 1986,  (ISBN 2253040193)[17].
- L'Hôpital. Une hostobiographie, Éditions de la Table ronde (Collection La petite vermillon, n° 104),1999, (ISBN 2710309025)[18].